# Charles Barton (Basketballspieler)
Charles William Barton (* 7. Januar 1992 in Luleå) ist ein schwedischer Basketballspieler.

## Laufbahn
Barton, der auch unter dem Spitznamen „Challe“ bekannt ist, wurde als Sohn einer schwedischen Mutter sowie eines US-amerikanischen Vaters geboren. Sein Vater, Charles der Ältere, war Basketballprofi und später Trainer.
Er wuchs in Schweden auf, besuchte die Schule Sandagymnasiet in Huskvarna und spielte für Sanda Basket in der zweithöchsten Liga des Landes (Basketettan), ehe er 2011 ins Heimatland seines Vaters ging und dort bis 2014 an der Oregon State University (OSU) studierte und Basketball spielte. In insgesamt 93 Einsätzen für „OSU“ in der ersten Division der NCAA erzielte Barton im Durchschnitt 2,5 Punkte.
Nach seiner Rückkehr nach Schweden schloss sich Barton, dessen älterer Bruder Brandon ebenfalls Basketballprofi wurde, dem Erstligisten Sundsvall Dragons an. In der Saison 2015/16 wurde er als bester Aufbauspieler der schwedischen Liga (Basketligan) ausgezeichnet, nachdem er im Laufe der Spielzeit im Schnitt 18 Punkte sowie sechs Korbvorlagen pro Partie erzielt hatte. Im Vorfeld der Saison 2016/17 wechselte Barton zu S.Oliver Würzburg in die Basketball-Bundesliga. In Würzburg kam er nicht über die Rolle als Ergänzungsspieler hinaus und kam in 17 Bundesliga-Einsätzen auf durchschnittlich elf Minuten Spielzeit sowie 2,4 Punkte pro Partie. Noch vor dem Saisonende verließ er Deutschland und spielte anschließend kurzzeitig beim italienischen Zweitligisten Givova Scafati Basket.
Während der Sommerpause 2017 unterschrieb Barton einen Vertrag beim deutschen Zweitligaverein VfL Kirchheim. In Kirchheim trumpfte der Schwede während der Saison 2017/18 in der 2. Bundesliga ProA insbesondere als Vorbereiter auf und leistete statistisch in jedem Spiel 7,3 Korbvorlagen, was den zweithöchsten Wert der Liga bedeutete. Darüber hinaus erzielte er ebenfalls starke 15,1 Punkte je Begegnung.
Während der Sommerpause 2018 wurde Barton vom belgischen Erstligisten Kangoeroes Mechelen (vormals Kangoeroes Willebroek) verpflichtet. Nach einem Jahr in Belgien spielte Barton zunächst wieder in seinem Heimatland (bei Djurgårdens IF war sein Vater sein Trainer, Bruder Brandon sein Mitspieler), im Januar 2020 holte ihn Anton Mirolybov, für den er bereits in Kirchheim spielte, zu den Swans Gmunden in die österreichische Bundesliga.
Zu Beginn des Spieljahres 2020/21 stand er in Diensten von Jämtland Basket in seinem Heimatland, im November 2020 ging er zu Tartu Ülikool Maks & Moorits nach Estland. Ende Mai 2021 nahm er ein Angebot des französischen Zweitligisten Saint-Chamond Basket an, der ihn aufgrund von Verletzungssorgen als Aushilfe holte. Zur Saison 2021/22 wechselte Barton in die zweite spanische Liga zu Acunsa Gipuzkoa Basket. Für die Mannschaft erzielte er in 33 Einsätzen im Schnitt 8,5 Punkte je Begegnung.
Im Sommer 2022 ging er mit seinem Wechsel zu Nässjö Basket nach Schweden zurück.

### Nationalmannschaft
Barton nahm mit den schwedischen Nationalmannschaften der Altersklassen U16, U18 und U20 an Europameisterschaftsturnieren teil und schaffte auch den Sprung in die A-Nationalmannschaft.